# Château d'Aulnay-sous-Bois
Le château d'Aulnay est un château, aujourd'hui disparu, situé sur le territoire de la commune d'Aulnay-sous-Bois (Seine-Saint-Denis). Il a été détruit en 1907.

## Histoire

### Une origine médiévale
Un premier bâtiment a été construit sous Philippe-Auguste.
Il fut reconstruit par Jacques Coitier, seigneur d'Aulnay depuis 1482. Après la mort de celui-ci, il passe au neveu de son épouse, Jacques Le Clerc, conseiller au Parlement de Paris, puis à sa descendance.
En 1669, sa descendante Marie Le Clerc du Cottier épouse Armand Jacques de Gourgue, marquis de Vayres, maître des requêtes, et lui apporte la baronnie d'Aulnay, qui est érigée en marquisat en sa faveur, en 1683, par Louis XIV.

### Les vicissitudes du château auXIXesiècle
Saisi comme bien national pendant la Terreur, il est racheté par un membre de la famille de Gourgue en 1869.
À la fin du XIXe siècle, le château présentait deux bâtiments anciens datant du XVIIe siècle donnant sur la rue de Gonesse (aujourd'hui rue Jacques-Duclos) et séparés de celle-ci par des fossés médiévaux préservés.
Ces deux bâtiments sont reliés en 1860 par une façade respectant leur architecture à l'avant mais d'un style d'inspiration Renaissance sur la façade côté jardins.

### Destruction du château et du parc auXXesiècle
Préservé jusqu'en 1907, le bâtiment était cependant inoccupé depuis 1893 et la mort du comte de Gourgue, sans héritier direct.
Le château et le parc firent l'objet de spéculations et l’ensemble fut vendu et loti . 
Seul témoignage de cette époque, le cèdre du Liban qui ornait le parc se situe actuellement devant le bâtiment de la police municipale.

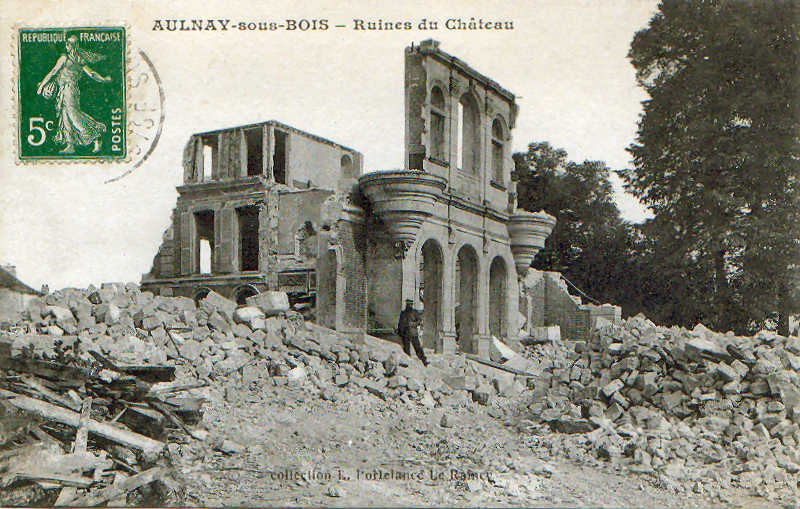
Aulnay-sous-Bois. Carte postale des ruines du château.
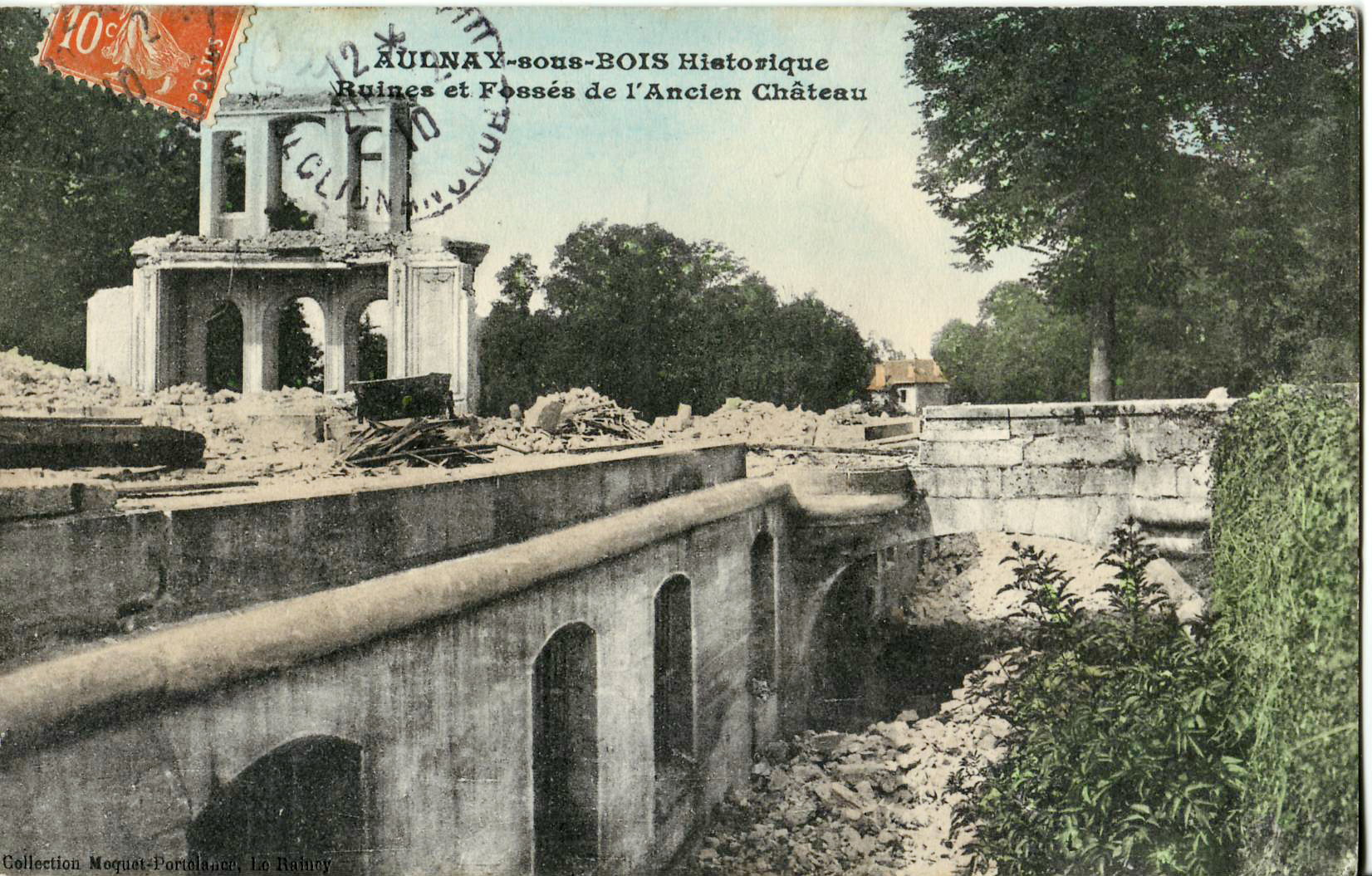
Moquet-Portelance - Aulnay historique - Ruines et fossés de l'ancien château.